# Książę Asystent Tronu Papieskiego

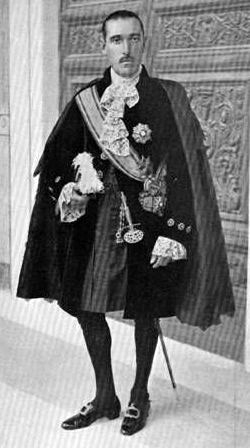
Książę Asystent Marcantonio Colonna w oficjalnym stroju

Książę Asystent Tronu Papieskiego – najwyższy dziedziczny świecki urząd na dworze papieskim (obecnie w Domu Papieskim) przysługująca dwóm głowom określonych włoskich rodzin arystokratycznych. 
Niegdyś do obowiązków księcia należało pełnienie honorowej warty przy tronie papieskim podczas wszelkich uroczystości liturgicznych oraz innych uroczystości z udziałem papieża. Obowiązki te zostały zniesione przez papieża Pawła VI w ramach reform ceremoniału papieskiego po Soborze watykańskim II. Dziś jest to urząd wyłącznie reprezentacyjny i honorowy. Do jednego z nadal istniejących obowiązków Księcia Asystenta jest asysta podczas oficjalnych wizyt głów państw w Watykanie.
Uważa się, że urząd został ustanowiony przez papieża Juliusza II w 1511. Papież  Benedykt XIII postawił, że urząd będzie obsadzany naprzemiennie pomiędzy głowami dwóch rodzin, co było spowodowane wrogością obu rodzin: Colonna i Orsini. Urząd przysługuje głowie rodu Colonna od 1710 roku. Dawniej urząd przysługiwał głowie rodu Orsini. W 1958 roku zastąpił go senior rodu Torlonia, gdyż dotychczasowy Książę Asystent Filippo Orsini został pozbawiony tej funkcji przez papieża Piusa XII w wyniku ujawnienia romansu księcia z aktorką Belindą Lee.  
Obecnie tytuł noszą:
- Książę Marco Torlonia, książę Torlonia, Fucino, Canino i Musignano
- Książę Marcantonio Colonna, książę Paliano